# Плащеносная акула
Плащено́сная аку́ла, или плащено́сец (лат. Chlamydoselachus anguineus) — реликтовый вид хрящевых рыб из рода плащеносных акул одноимённого семейства. Внешне больше похожа на морскую змею или угря, чем на других акул. Обитает в Атлантическом и Тихом океанах. Этот редкий вид встречается на внешнем крае континентального шельфа и в верхней части материкового склона на глубине до 1575 м. Из-за наличия примитивных черт плащеносную акулу называют «живым ископаемым». Максимальная зафиксированная длина 2 м. Окраска тёмно-коричневого цвета. У плащеносной акулы змееподобное тело, спинной, брюшные и анальный плавники сдвинуты к хвосту.
Эта акула охотится подобно змее, сгибая своё тело и совершая резкий бросок вперёд. Длинные и очень подвижные челюсти позволяют целиком проглотить крупную добычу, тогда как многочисленные ряды мелких и острых как иглы зубов не дают ей вырваться. Рацион состоит в основном из головоногих, а также мелких костистых рыб и акул. Плащеносная акула размножается бесплацентарным живорождением. Беременность длится до 3,5 лет, это самый длительный срок, известный среди позвоночных. В помёте от 2 до 15 детёнышей. Размножение не имеет сезонного характера. Плащеносные акулы в качестве прилова попадают в коммерческие рыболовные сети, их промысловое значение невелико. Иногда этих акул ошибочно принимают за морских змей.

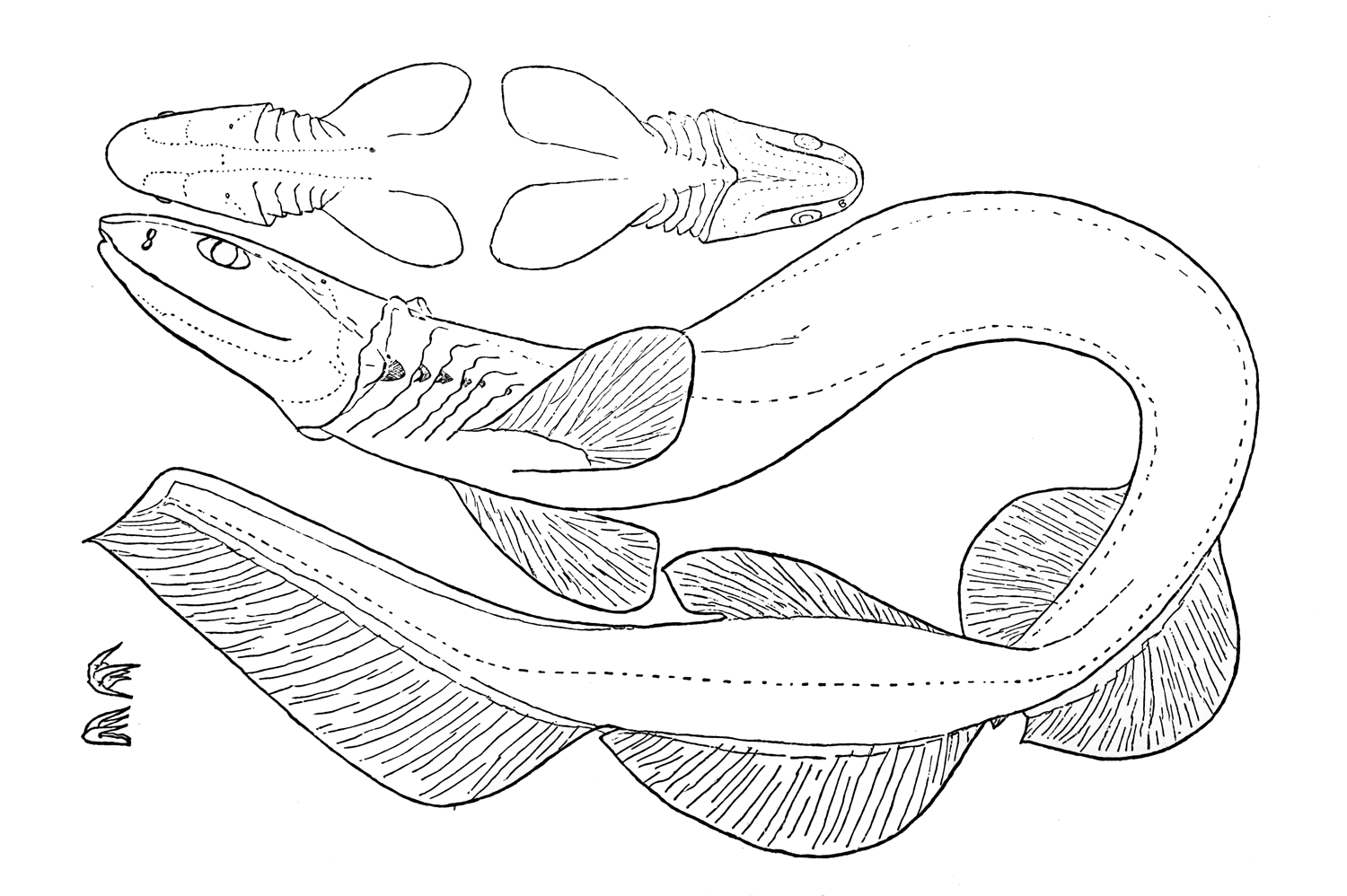
Иллюстрация с изображением плащеносной акулы (автор С. Гарман)

## Систематика
Впервые вид был научно признан немецким ихтиологом Людвигом Дёдерлейном, который посещал Японию между 1879 и 1881 годами и привёз в Вену два образца нового вида. Однако рукопись с описанием была утрачена и авторство признали за американским зоологом Самуэлем Гарманом, который описал самку длиной 1,5 м, пойманную в Сагами, Япония. Гарман отнёс новый вид к отдельному новому роду и выделил в новое семейство. Научное название Chlamydoselachus anguineus происходит от др.-греч. χλαμύς (род. пад. χλαμύδος) — плащ, σέλαχος — акула и лат. anguineus — змееподобный. Долгое время эта акула считалась единственным видом своего рода и семейства, но в 2009 году был описан второй вид того же рода — Chlamydoselachus africana.
Выдвинутые первыми исследователями предположения о близком родстве этой акулы с палеозойскими акулами кладоселахиями не подтвердились. По всей видимости, плащеносные акулы намного ближе к гребнезубым, с которыми они обычно и объединяются в один отряд.

## Описание

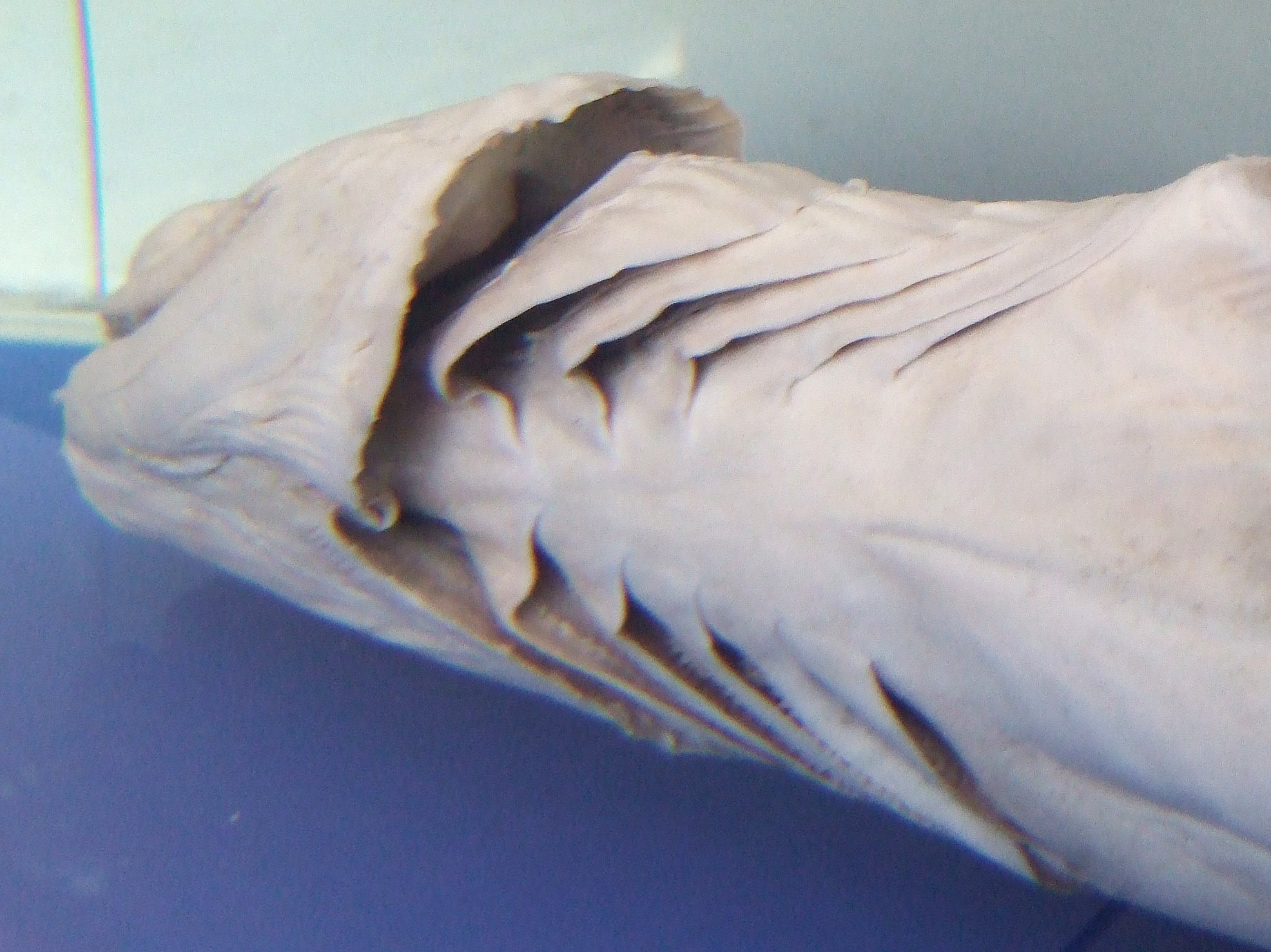
Жаберные щели плащеносной акулы

Плащеносная акула получила своё название за широкие кожные складки, образованные жаберными волокнами, которые прикрывают жаберные щели. Этих щелей по 6 с каждой стороны. Перепонки первой пары снизу соединяются и образуют широкую кожную лопасть.
Длина этой акулы может достигать 2 м, но обычно составляет около 1,5 м у самок и 1,3 м у самцов. Тело сильно вытянутое. Голова широкая и приплюснутая, морда короткая и закруглённая. Щелевидные ноздри расположены вертикально и разделены на входящие и выходящие отверстия кожными складками. Овальные крупные глаза вытянуты по горизонтали. Мигательная мембрана отсутствует. Спинной, анальный и два брюшных плавника расположены близко друг от друга в задней части тела. Грудные плавники короткие и закруглённые. Брюшные и анальный плавники крупные и закруглённые. Длинный хвостовой плавник имеет почти треугольную форму и состоит из одной верхней лопасти. Вдоль брюха пролегает пара кожных складок, разделённых бороздой, функция которых неизвестна. Средняя часть тела у самок длиннее, чем у самцов, брюшные плавники у них расположены ближе к анальному. Рот у этой акулы почти конечный, а не нижний, как у большинства других акул. Бороздки в углах рта отсутствуют. Зубные ряды расположены неплотно. На верхней и нижней челюстях по 19—28 и 21—29 зубных рядов соответственно. Во рту около 300 зубов. Они напоминают трёхлапые якорьки: у каждого зуба есть по три изогнутые вершины примерно одинаковой длины, в промежутках между которыми находятся маленькие заострения. Кожные зубчики маленькие, по форме напоминают стамеску, на дорсальной поверхности хвостового плавника они крупные и острые. Окраска ровного тёмно-коричневого или серого цвета. От своего африканского сородича Chlamydoselachus africana плащеносная акула отличается большим количеством позвонков (160—171 против 147) и витков кишечного спирального клапана (35—49 против 26—28), а также различными морфологическими пропорциями, например, более длинной головой и короткими жаберными щелями. Максимальная зафиксированная длина самцов составляет 170 см, а самок 200 см.

## Ареал и среда обитания

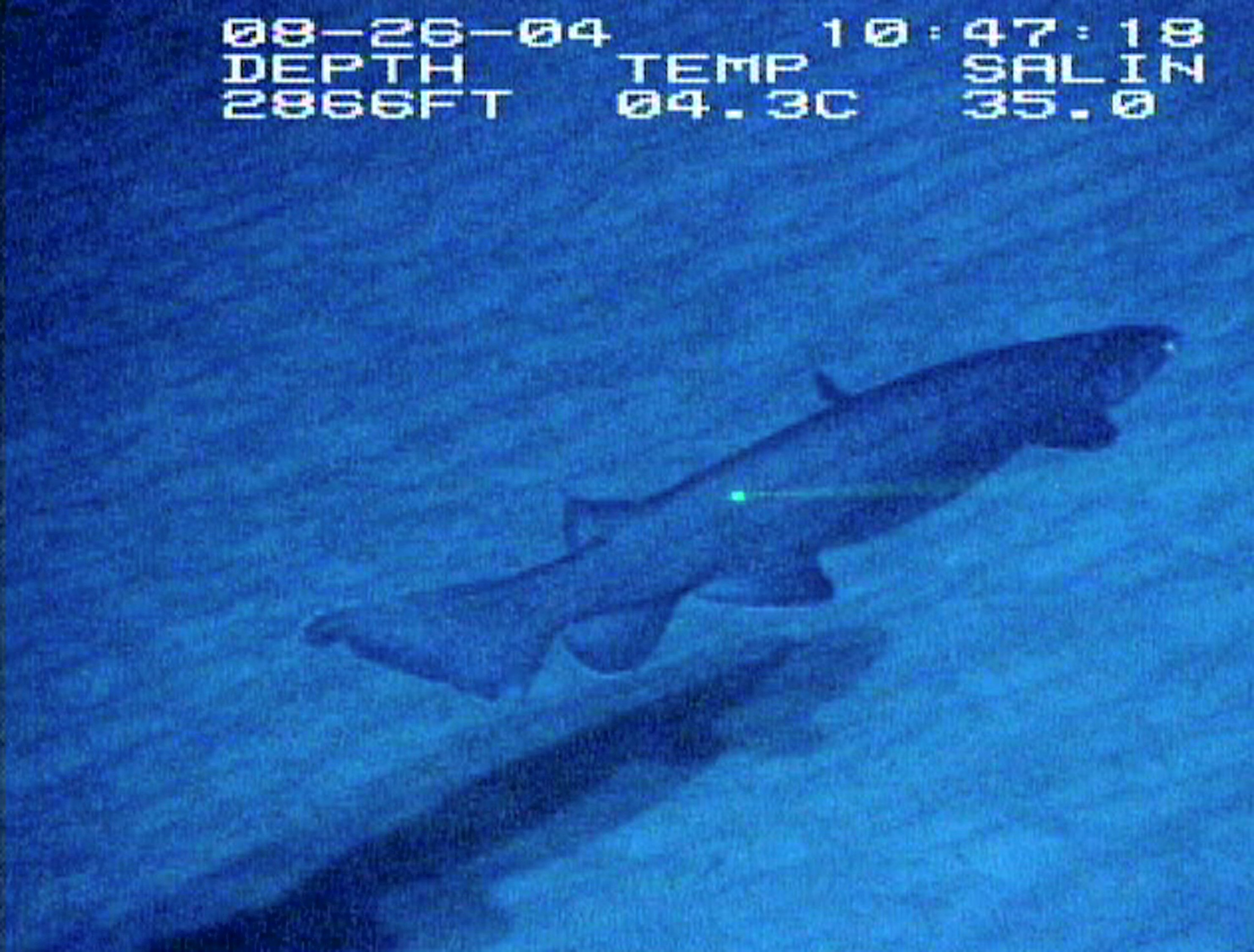
Первая фотография плащеносной акулы в естественной среде снята на восточном побережье Джорджии

Плащеносная акула — редкий глубоководный вид, она встречается во многих районах Атлантического и Тихого океана на самых разных широтах. В Атлантическом океане она распространена от Северной Европы до Южной Африки. Самые северные места поимки — норвежский Варангер-фьорд и воды около Шпицбергена. В восточной Атлантике эти акулы обитают у северных берегов Норвегии и Шотландии, на западе Ирландии и от Франции до Марокко, включая Мадейру и Мавританию. В центральной Атлантике они встречаются вдоль Срединно-Атлантического хребта от севера Азорских островов до Рио Гранде Райз у южных берегов Бразилии, а также вдоль хребта Вавилова, побережье Западной Африки. В западной Атлантике эти акулы распространены в водах Новой Англии, Джорджии и Суринама. В западной части Тихого океана плащеносные акулы обитают от острова Хонсю, Япония, до Тайваня, а также у побережья Нового Южного Уэльса, Тасмании и Новой Зеландии. В центральной и восточной части Тихого океана их отмечали в водах Гавайских островов, Калифорнии и на севере Чили.

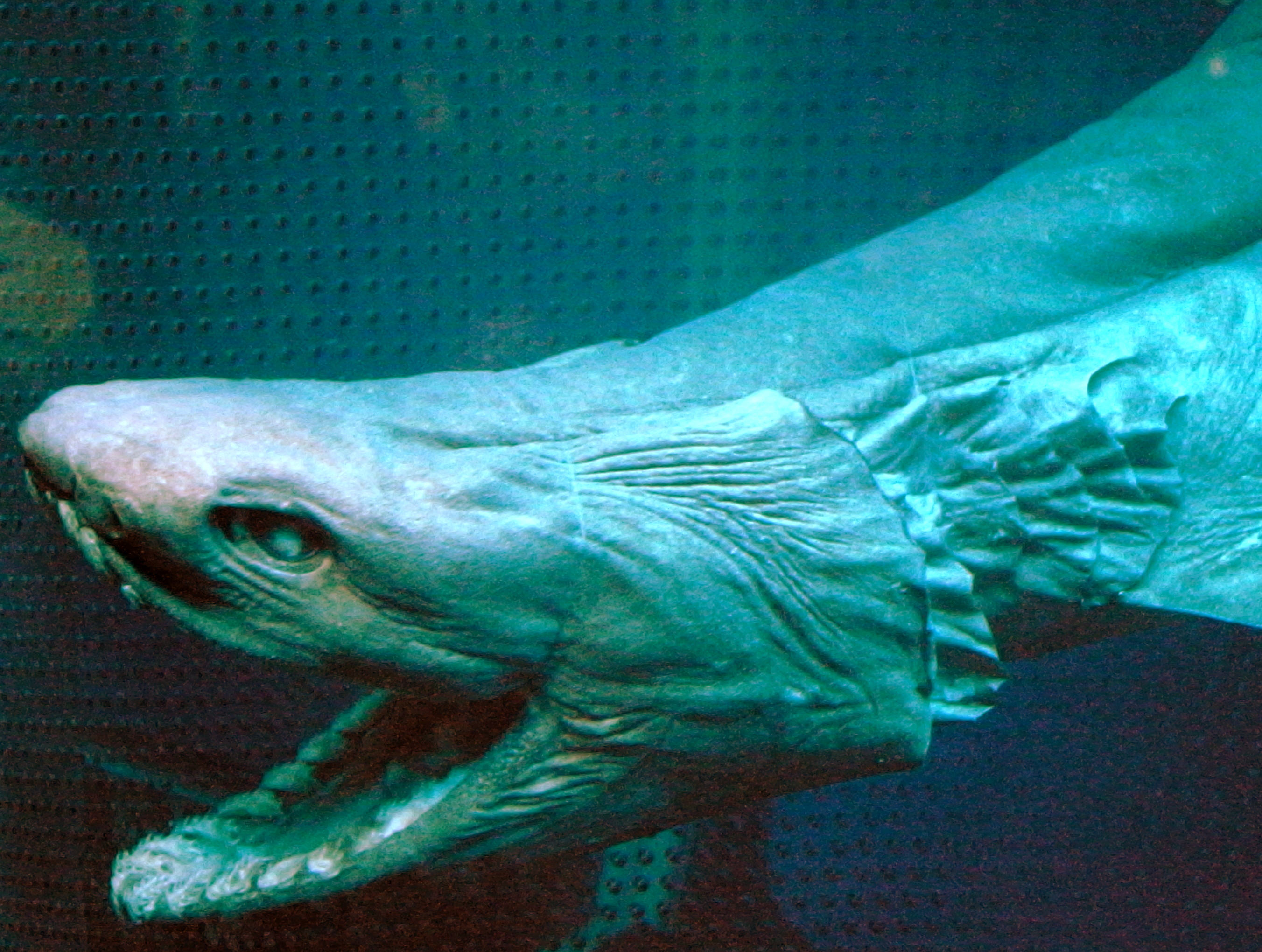
У плащеносных акул рот расположен у самого кончика морды

Плащеносные акулы встречаются на глубинах 120—1450 м, хотя они редко опускаются ниже 1000 м. В Саруга Бэй эти акулы чаще всего попадают в сети на глубине от 50 до 200 м за исключением периода с августа по ноябрь, когда температура воды на глубине 100 м превышает 15 °C, и акулы уходят на большую глубину. Эти донные акулы иногда  встречаются и в толще воды. Ночью плащеносные акулы могут совершать вертикальные миграции и подниматься в поисках добычи к самой поверхности воды. У этого вида наблюдается пространственная сегрегация в зависимости от размера и готовности к размножению.

## Биология
Плащеносные акулы приспособлены к жизни на глубине, скелет у них плохо обызвествлён, печень очень большая, насыщенная липидами низкой плотности, что позволяет им балансировать в толще воды с минимальными усилиями. Это один из немногих видов акул с «открытой» боковой линией: волосковые клетки, служащие механорецепторами, расположены в углублениях, которые непосредственно контактируют с окружающей морской водой. Такое строение считается у акул базальным и позволяет им улавливать мельчайшие движения потенциальной добычи. У многих пойманных плащеносных акул отсутствовал кончик хвоста, что, вероятно, было следствием атак со стороны других акул. На этих акулах паразитируют ленточный червь Monorygma, трематода Otodistomum veliporum и нематода Mooleptus rabuka.

### Питание
Длинные челюсти плащеносных акул сильно растягиваются и позволяют им проглотить целиком добычу размером в половину собственной длины. Однако длина и строение челюстей не позволяют им кусать с той же силой, что и акулы с более традиционным строением. В желудках большинства пойманных акул находили плохо идентифицированные остатки пищи, что свидетельствует о быстром пищеварении и/или длительных интервалах между кормлениями. Рацион плащеносных акул в основном состоит из головоногих , а также костистых рыб и других акул. У одной акулы длиной 1,6 м, пойманной у берегов города Тёси, в желудке нашли проглоченную японскую чёрную кошачью акулу весом 590 г. В Саруга Бэй около 60 % рациона составляют кальмары, включая не только медлительные виды Chiroteuthis и Histioteuthis, но и довольно крупные мощные Onychoteuthis, Sthenoteuthis, и Todarodes, обитающие в открытом океане.
Вопрос о том, каким образом такой плохой пловец, как плащеносная акула, может охотиться на стремительных кальмаров, служит поводом для догадок. Согласно одной гипотезе плащеносные акулы поедают раненых или ослабевших после спаривания особей. Согласно другому предположению они изгибаются и совершают резкий бросок вперёд, подобно змеям. Кроме того, они способны закрывать жаберные щели, создавая внутри ротовой полости отрицательное давление, и засасывать жертву. Очень мелкие, острые и загнутые внутрь зубы плащеносных акул способны легко захватить кальмара, особенно, когда челюсти выдвинуты вперёд. Наблюдения за плащеносными акулами в неволе показали, что они плавают с приоткрытым ртом. Было сделано предположение, что блеск зубов в темноте может ввести кальмаров в заблуждение и спровоцировать на атаку.

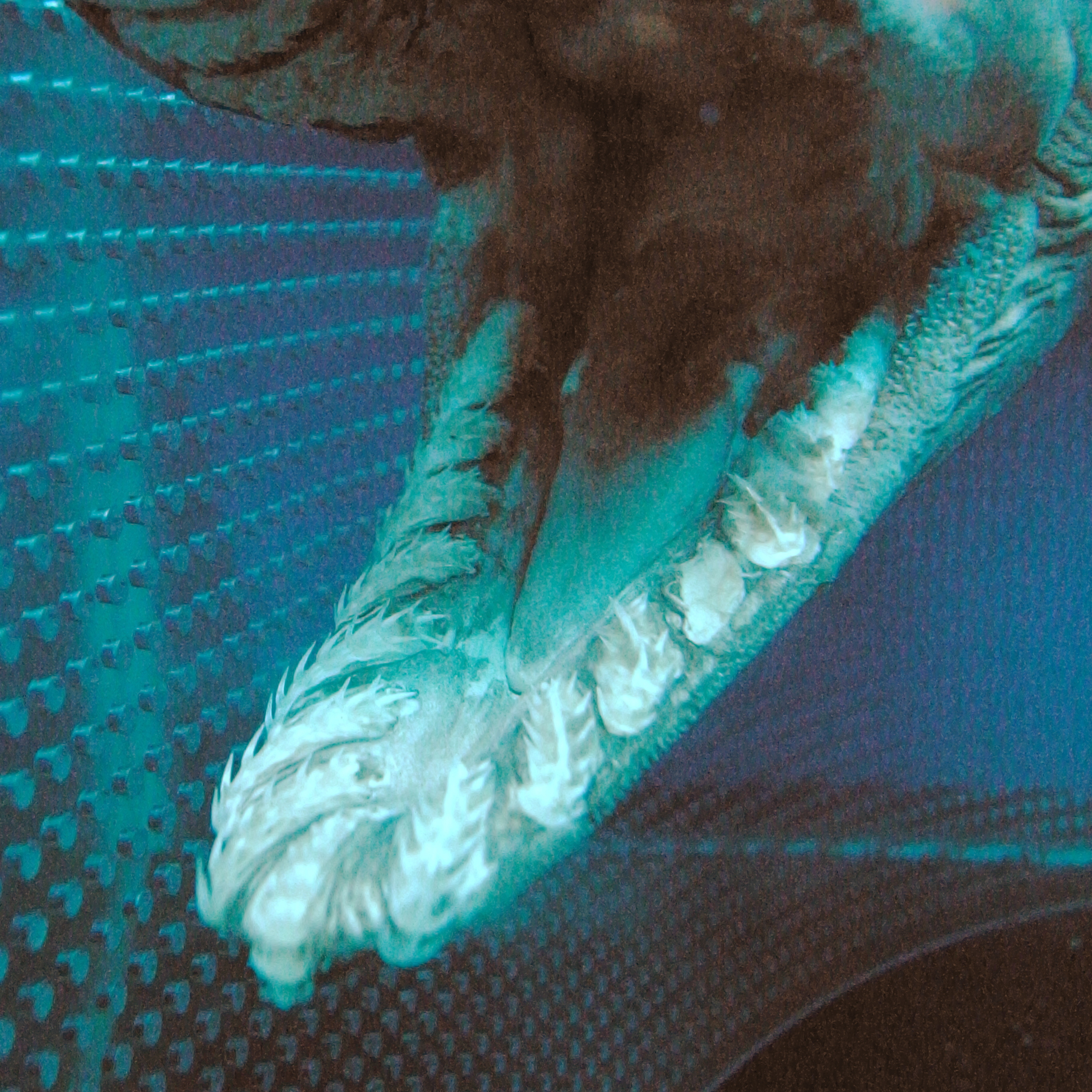
Челюсти и зубы плащеносной акулы

### Жизненный цикл
Плащеносные акулы размножаются бесплацентарным живорождением. Развивающийся эмбрион питается в основном желтком, хотя разница в весе между яйцом и новорожденным указывает на то, что мать неизвестным способом тоже снабжает эмбрион питательными веществами. У взрослых самок имеется два функциональных яйцевода и одна функциональная матка, расположенная справа. Размножение не имеет сезонного характера, поскольку эти акулы обитают на глубине, где сезонные изменения незначительны. У подводного пика, входящего в состав Срединно-Атлантического Хребта наблюдали скопление спаривающихся плащеносных акул, в которое входили 15 самцов и 19 самок. В помёте от 2 до 15 новорождённых, в среднем 6. Каждые 2 недели самка откладывает по одному яйцу в каждый яйцевод. Вителлогенез (формирование яйцеклеток) и развитие новых яиц во время беременности прекращаются, вероятно, из-за отсутствия свободного пространства внутри полости тела.
Яйца и эмбрионы на ранней стадии развития заключены в тонкую эллипсоидную яйцевую капсулу золотисто-коричневого цвета. У эмбриона длиной 3 см голова заостряется, челюсти уже полностью сформированы, появляются внешние жабры и присутствуют все плавники. Эмбрион длиной 6—8 см сбрасывает яйцевую капсулу, которая удаляется из тела матери. К этому моменту у эмбриона имеются полностью сформированные внешние жабры. Размер желточного мешка остаётся почти неизменным, пока эмбрион не дорастает до 40 см. Тогда мешок начинает сморщиваться и полностью исчезает, когда длина эмбриона достигает 50 см. За месяц эмбрион вырастает в среднем на 1,5 см. Вынашивание эмбрионов продолжается долго, возможно, до двух лет, а по некоторым данным — не менее 3,5 лет, что ставит плащеносную акулу на первое место по этому параметру среди всех позвоночных. Размер новорождённых акул составляет 40—60 см. Самцы и самки достигают половой зрелости при длине 1—1,2 м и 1,3—1,5 м соответственно.

## Взаимодействие с человеком
Плащеносная акула не представляет опасности для человека. Промыслового значения не имеет в связи со своей редкостью, но иногда попадается в качестве прилова и используется в пищу. Этих акул регулярно ловят жаберными сетями в Суруга Бэй в ходе промысла спаровых и ложноскумбриевых. Японские рыбаки считают этих акул вредителями, поскольку они портят сети. Впервые наблюдения за плащеносными акулами в естественных условиях были сделаны посредством подводного телеуправляемого аппарата Джонсон Си Линк 27 августа 2004 года. 21 января 2007 года японский рыбак обнаружил на поверхности воды плащеносную акулу, больную или ослабевшую от тёплой воды. Он привёз её в морской парк Авасима в Сидзуока, но несколько часов спустя акула умерла. Международный союз охраны природы присвоил этому виду статус «Вызывающий наименьшие опасения».